# Episodi di Cracked (seconda stagione)
La seconda stagione della serie televisiva Cracked è stata trasmessa sul canale canadese CBC dal 30 settembre al 25 novembre 2013.
In Italia la serie è stata trasmessa, in anteprima assoluta, dal 16 febbraio 2014 dalla rete televisiva Giallo. 
| nº | Titolo originale | Titolo italiano       | Prima TV USA      | Prima TV in italiano |
| -- | ---------------- | --------------------- | ----------------- | -------------------- |
| 1  | Swans            | Fuga d'amore          | 30 settembre 2013 | 16 febbraio 2014     |
| 2  | The Price        | Il prezzo             | 7 ottobre 2013    | 23 febbraio 2014     |
| 3  | The Valley       | La valle              | 14 ottobre 2013   | 23 febbraio 2014     |
| 4  | Faces            | Volti uguali          | 21 ottobre 2013   | 2 marzo 2014         |
| 5  | The Hold Out     | Il combattente        | 28 ottobre 2013   | 2 marzo 2014         |
| 6  | Ghost Dance      | La danza dei fantasmi | 4 novembre 2013   | 9 marzo 2014         |
| 7  | Hideaway         | Il nascondiglio       | 18 novembre 2013  | 9 marzo 2014         |
| 8  | Voices           | Voci                  | 25 novembre 2013  | 9 marzo 2014         |